# Oz (мова програмування)
Oz - мультипарадигмова мова програмування, яка була розроблена в Програмувальній Системній Лабораторії в Католицькому Університеті Лювейн як навчальна мова програмування. 
Oz вперше була розроблена Гертом Смолка та його студентами в 1991 році. В 1996 році розробка над Oz продовжилася з кооперацією з дослідницькою групою з Шведського Інституту Комп'ютерних технологій. З 1999 року розробка мови продовжувалася інтернаціональною групою.

## Особливості мови
Мова Oz має одну з найбільших парадигм серед мов програмування. Вона є Об'єктно-орієнтованою, функціональною(як і ліниве так і нетерпляче обчислення), логічне програмування, імперативне програмування, програмування з обмеженнями та паралельне програмування.

## Приклади коду
Обчислення факторуалу в Oz:
```
fun
 
{
Fact
 
N
}

   
if
 
N
 
=<
 
0
 
then
 
1
 
else
 
N
*
{
Fact
 
N
-
1
}
 
end

end

```

## Тест швидкості
Компілятор Oz дуже повільний. В бейнчмарк тестах він показав в 50 разів менший результат ніж GCC для С.